# Вания Ларисса
Вани́я Лари́сса Тан (индон. Vania Larissa Tan; род. 18 ноября 1995, Понтианак) — индонезийская модель и певица, победительница конкурса «Мисс Индонезия 2013». Представляла Индонезию на международном конкурсе красоты «Мисс мира 2013» и вошла в топ-10 финалисток.

## Биография
Вания Ларисса родилась 18 ноября 1995 года в Понтианаке в административном центре провинции Западный Калимантан.
В декабре 2010 года Вания в возрасте 15 лет стала победительницей музыкального конкурса «Индонезия ищет таланты». 
20 февраля 2013 года 17-летняя Вания стала победительницей национального конкурса красоты «Мисс Индонезия 2013». Победа в национальном конкурсе позволила ей принять участие на международном конкурсе красоты «Мисс мира 2013», который проходил в Индонезии, в Южной Куте. По итогам конкурса Вания Ларисса вошла в топ-10 и в финал не попала, но одержала победу в конкурсе «Шоу талантов».

## Семья
5 мая 2016 года родила сына от индонезийского бизнесмена Уилсона Песика, который является её супругом с 2015 года.